# Смородина Пальчевского
Сморо́дина Пальче́вского (лат. Ribes palczewskii) — кустарник, относящийся к роду Смородина (Ribes) семейства Крыжовниковые (Grossulariaceae), растёт в Восточной Сибири и на Дальнем Востоке в заливных лесах, и зарослях кустарников вдоль рек.

## Ботаническое описание
Листопадный кустарник высотой до 1,5 м. Побеги светло-коричневые, голые или железистые.
Листья четырёхугольного очертания, c 3—5 короткими треугольными лопастями, в основании неглубоко сердцевидные или срезанные. Сверху листовая пластинка голая, снизу опушённая по жилкам.
Цветки желтоватые, собраны по 5—15 штук в короткие густые кистевидные соцветия с густоопушёнными осями соцветия и цветоножками. Цветоложе чашевидной формы, чашелистики горизонтально распростёртые, столбик узкоконический. Цветёт в мае — июне.
Плоды — красные кислые ягоды с толстой кожицей, обычно продолговатой формы, длиной до 8 мм. Созревают в июле.

## Значение и применение
Медоносное растение. Сахапродуктивность 100 цветков до 5 мг, а продуктивность мёда при сплошном произрастании 30—41 кг/га.